# Рой, Сусован Сону
Сусован Сону Рой — (хинди सुशोभन सोनू राय; бенгальский সুশোভন সোনু রায়) индийский бенгальский танцор и актер, начавший свою карьеру как танцор. Он известен своим изображением в нескольких телешоу Аakash Aath сериалах Аnandamoyee Маа, Кorapakhi, Тitli и многих других.

## биография
Сусован родился 19 июля 1994 года в Хоуре. Его отец погиб в результате несчастного случая, когда ему было всего пять лет. Часть своего детства он провел в Гувахати и Калькутта. И учился в Калькутте в Дум Дум Мотиджхил Рабиндра Махавидьялая, который является частью Государственного университета Западной Бенгалии.

## Карьера
Свою карьеру он начал как танцор. Он обученный танцор западного танца. Также он выступил в нескольких живых выступлениях. Он дебютировал в телесериале Anandamoyee Maa (2019) на канале Aakash Aath. Там он сыграл преданного Вишну.В телесериале Korapakhi (2020) на канале Star Jalsha. Там он сыграл отрицательного журналистского персонажа. Далее последовало появление в сериале Mohor на канале Star Jalsha в 2019 году. Там он сыграл персонажа Медиа Персоны. Затем в Jamuna Dhaki на Zee Bangla в 2020 году, где он сыграл соседа. В сериале Titli, который транслировался на телеканале Star Jalsha с 2020 по 2021 год, он сыграл гостиничного человека. Затем последовал драматический сериал Khelaghor, который транслировался на канале Star Jalsha с 2020 по 2022 год, где он сыграл отрицательного персонажа студента колледжа.

## Фильмография
| Да       | Показывать      | Канал       | Язык        | Характер                  |
| -------- | --------------- | ----------- | ----------- | ------------------------- |
| 2019     | Anandamoyee Maa | Aakash Aath | Бенгальский | Преданный Вишну           |
| 2020     | Kora Pakhi      | Star Jalsha | Бенгальский | Офисный коллега-журналист |
| 2019 -20 | Mohor           | Star Jalsha | Бенгальский | Медийная персона          |
| 2020     | Titli           | Star Jalsha | Бенгальский | Гостиничный человек       |
| 2020     | Jamuna Dhaki    | Zee Bangla  | Бенгальский | Сосед                     |
| 2021     | Khelaghor       | Star Jalsha | Бенгальский | Студент колледжа          |